# Jhataleka

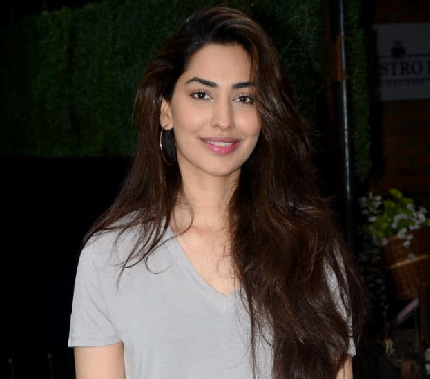
Jhataleka (2020)

Jhataleka Malhotra (Hindi झटलेका मल्होत्रा), besser bekannt unter ihrem Künstlernamen Jhataleka, ist eine indische Schauspielerin und Model.

## Leben und Karriere
Jhataleka wuchs in Mumbai auf und besuchte die Arya Vidya Mandir School. Anschließend absolvierte sie ein Bachelorstudium in Management Studies am MMK College in Mumbai.
2013 erreichte sie bei der Miss Diva den Einzug in die Top 5 und wurde mit dem Titel Miss Photogenic ausgezeichnet. Bei der Femina Miss India 2014 wurde sie zur Zweitplatzierten gekrönt und erhielt zusätzlich den Preis für das beste Nationalkostüm. Als Vertreterin Indiens nahm sie am Miss International 2014 in Japan teil, wo sie den Titel Miss Internet Beauty gewann.
Jhataleka gab ihr Filmdebüt 2021 in der Komödie Tuesdays and Fridays. In dem Film spielte sie die Hauptrolle der Sia Malhotra.

## Filmografie
- 2021: Tuesdays and Fridays